# Solenaphycus vianai
Solenaphycus vianai är en stekelart som beskrevs av De Santis 1972. Solenaphycus vianai ingår i släktet Solenaphycus och familjen sköldlussteklar. Inga underarter finns listade i Catalogue of Life.